# بازی (آلبوم اد شیرن)
بازی (انگلیسی: Play) هشتمین آلبوم استودیویی از خواننده و ترانه‌پرداز انگلیسی، اد شیرن است. این آلبوم قرار است در سال ۲۰۲۵ توسط شرکت ضبط او به نام جینجربرد من رکوردز منتشر شود. تک‌آهنگ آغازین این آلبوم با نام «عزیزم» در ۴ آوریل ۲۰۲۵ منتشر شد. پس از انتشار دو آلبوم آکوستیک در سال ۲۰۲۳ با نام‌های − و تغییرات پاییزی، شیرن اعلام کرد که با آلبوم بازی به موسیقی پاپ بازمی‌گردد. او همچنین عنوان‌های دو ترانهٔ دیگر از این آلبوم را تأیید کرد: «یاقوت کبود» و «تلفن قدیمی».